# أحمد غانم (ممثل مصري)
أحمد غانم (12 يناير 1931 - 28 يوليو 1992) مطرب مونولوج وممثل مصري.

## حياته
ولد في القاهرة سنة 1931، ظهرت موهبته في المونولوج من وقت دراسته في المدرسة الخديوية، تخرج من كلية الحقوق، قدمه للسينما المخرج نيازي مصطفى من خلال فيلم (قمر 14) مع الفنانة الراحلة كاميليا، وعمل مع العديد من نجوم الفن والكوميديا أمثال (شكوكو، إسماعيل ياسين)، أثرى الحياة الفنية بمجموعة متنوعة من الأعمال الفنية، ومن أبرز أفلامه (قصر الشوق، القضية المشهورة، لا تسألني من أنا). كما قدم المونولوج بشكل منتظم في حفلات أضواء المدينة. من أشهر مونولوجاته ياللي غلبتي الأرنبة.

## بعض أعماله
بعض الأفلام والمسلسلات التي شارك فيها:

### أفلام
- إعدام قاضي (1990)
- ليل وخونة (1990)
- البيضة والحجر (1990)
- اغتيال مدرسة (1988)
- نشاطركم الأفراح (1988)
- لعدم كفاية الأدلة (1987)
- وصمة عار (1986)
- بيت الكوامل (1986)
- سعد اليتيم (1985)
- الخادمة (1984)
- الراقصة والطبال (1984)
- لا تسألني من أنا (1984)
- المتشردان (1983)
- الأقوياء (1980)
- القضية المشهورة (1978)
- السكرية (1973)
- دلال المصرية (1970)
- إضراب الشحاتين (1967)
- اغفر لي خطيئتي (1962)
- قمر 14 (1950)

### مسلسلات
- الغفران (1989)
- ألف ليلة وليلة: الأشكيف وست الملاح (1989)
- نار ودخان (1988)
- تزوج وابتسم للحياة (1988)
- وشاءت الأقدار (1987)
- اللاعب والدمية (1986)
- أيام حلوة مرة (1986)
- سيدة الفندق (1984)
- أبرياء في قفص الاتهام (1984)

## تكريمه
حصل على جائزة الجمعية المصرية للكتاب والنقاد عن دوره في فيلم «الخادمة»، وأيضا حصل على المركز الأول في مهرجان الفكاهيين العرب في تونس.

## نكتة أزمة الأرز
ذات ليلة قال نكتة عن «أزمة الرز» في الإذاعة على الهواء، دفعت عبد الناصر إلى عقد اجتماع عاجل للمجموعة الوزارية الاقتصادية من أجل توفير الأرز فورا، وتم ذكر تلك الحادثة في كتاب «جمهورية الضحك الأولى: سيرة التنكيت السياسي في مصر»، للكاتب طايع الديب

## وفاته
عاش آخر حياته بالولايات المتحدة، وعندما اشتد عليه المرض، أصيب باكتئاب نفسي، فسافر إلى أبنائه في لوس أنجلوس حيث توفي ودفن فيها في 28 يوليو 1992.